# David Leadbetter
David Leadbetter (* 27. Juni 1952 in Worthing) ist ein britischer Golftrainer.

## Leben
Aufgewachsen ist David Leadbetter in Simbabwe. Derzeit lebt und arbeitet er in Florida, wo er 1993 die zur heutigen IMG Academy gehörende Golfabteilung übernahm. Er ist verheiratet mit der Golf-Proette Kelly und hat drei Kinder.
Unter anderem war oder ist er für die Golfprofis Nick Faldo, Greg Norman, Ernie Els und Bernhard Langer tätig. Seit 2014 trainiert er auch die Proette Lydia Ko, die Ende 2013 mit nur 16 Jahren Weltranglistenvierte war.
Neben seiner Trainertätigkeit wurde er auch weltweit dem breiten (Golf-)Sportpublikum durch seine zahlreichen Fachaufsätze, Bücher sowie Videos und DVD für Amateurgolfer bekannt. Seine Lehrmethoden werden über seine 16 Golfakademien in aller Welt verbreitet.

## Veröffentlichungen
- 100 % Golf. Aus dem Englischen von Gunther Marks. Jahr-Top-Special-Verlag, Hamburg 2004, ISBN 3-86132-638-8.
- Lernen von den Stars. Aus dem Englischen von Helga Strelow. Jahr-Verlag, Hamburg 1996, ISBN 3-86132-169-6.
- Alles über Schlag und Schwung. Aus dem Englischen von Helga Strelow. Jahr-Verlag, Hamburg 1994, ISBN 3-921789-73-7.
- Golf perfekt. Aus dem Englischen von Carl August Freiherr von Thüna. Jahr-Verlag, Hamburg 1993, ISBN 3-86132-110-6.